# Сехово
 Тази статия е за селото в Егейска Македония, Гърция.  За античния град вижте Ейдомене.  
Сѐхово или Сѐово (на гръцки: Ειδομένη, Идомени, до 1926 година катаревуса Σέχοβον, Сеховон, димотики Σέχοβο, Сехово) е село в Гърция, дем Пеония, област Централна Македония.

## География
Селото е разположено на 70 m надморска височина на границата със Северна Македония на 20 km северно от град Боймица (Аксиуполи).

## История

### В Османската империя
В съдебен процес от 1724 година, в който се разглежда оплакване на жителите на Авретхисарска каза срещу аяни, Сехово е представлявано от своя кмет (или пълномощник) Иван, син на Веселин.
В XIX век Сехово е българско село в каза Аврет Хисар на Османската империя. Александър Синве („Les Grecs de l’Empire Ottoman. Etude Statistique et Ethnographique“), който се основава на гръцки данни, в 1878 година пише, че в Сеховон (Sechovon), Воденска епархия, живеят 540 гърци. В „Етнография на вилаетите Адрианопол, Монастир и Салоника“, издадена в Константинопол в 1878 година и отразяваща статистиката на населението от 1873 година, Сеово (Seovo) е посочено като село каза Аврет Хисар с 85 къщи и 394 жители българи. След Руско-турската война от 1877 – 1878 година съществуващото в Сехово българско училище е закрито лично от струмишкия патриаршески митрополит Агатангел Папагригориадис.
В селото в 1895 – 1896 година е основан комитет на ВМОРО. Между 1896 и 1900 година селото преминава под върховенството на Българската екзархия.
Според статистиката на Васил Кънчов („Македония. Етнография и статистика“) в 1900 година Сехово е село в Гевгелийска каза с 800 жители българи.
След Илинденското въстание в 1904 година цялото село минава под върховенството на Българската екзархия. По данни на секретаря на Българската екзархия Димитър Мишев („La Macédoine et sa Population Chrétienne“) в 1905 година в Сехово (Sehovo) има 1120 българи екзархисти и работи българско училище.

### В Гърция
В 1913 година селото попада в Гърция. По време на Балканските войни по-голямата част от жителите му се изселва в България, а част в Гевгели. В 1916 година по време на Първата световна война фронтът минава при Сехово и българските военни власти изселват жителите му във вътрешността на България. След войната се връщат само част от жителите на селото.
Боривое Милоевич пише в 1921 година („Южна Македония“), че Цеово има 170 къщи славяни християни.
В 1924 година 1 семейство се изселва в България. В селото са настанени гърци бежанци от Източна Тракия. В 1926 години селото е прекръстено на Идомени. В 1928 година селото е смесено местно-бежанско с 49 семейства и 173 жители бежанци. От 542 жители в 1940 година около половината са от български произход.
По време на Гражданската война (1946 - 1949) няколко семейства се изселват в Югославия.
Селото традиционно се занимава с производство на пшеница, тютюн, бобови култури и овошки.
| Име          | Име         | Ново име   | Ново име   | Описание                                           |
| ------------ | ----------- | ---------- | ---------- | -------------------------------------------------- |
| Асар         | Άσάρ        | Палея      | Παλαιά     |                                                    |
| Курт Ада     | Κουρτ Άντά  | Ликониси   | Λυκονήσι   | местност на ЮИ от Сехово по десния бряг на Вардар  |
| Дадо         | Ντάντο      | Грия       | Γρηά       | местност на Ю от Сехово                            |
| Насур        | Νασούρ      | Войдорема  | Βοϊδόρεμα  |                                                    |
| Чаири        | Τσαΐρια     | Ливади     | Λιβάδι     | местност на ЮИ от Сехово по десния бряг на Вардар  |
| Крива круша  | Κρίβα Κρούς | Ахладия    | Αχλαδιά    | местност на И от Сехово по десния бряг на Вардар   |
| Коджа Омерли | Κατζαμαρλί  | Камбос     | Κάμπος     | местност на З от Сехово и на С от Алчак            |
| Алчак        | Άλτσάκι     | Перасма    | Πέρασμα    | река и пролом на Ю от Алчак                        |
| Нова кория   | Νόβα Κουρί  | Дасос      | Δάσος      | възвишение на З от Сехово и на С от Алчак          |
| Мала река    | Μάλα Ρέκα   | Потамаки   | Ποταμάκι   | река на СИ от Алчак, десен приток на Конската река |
| Дрок         | Ντρόκ       | Нерофагома | Νεροφάγωμα | горното течение на Мала река                       |

| Година    | 1913 | 1920 | 1928 | 1940 | 1951 | 1961 | 1971 | 1981 | 1991 | 2001 | 2011 | 2021 |
| --------- | ---- | ---- | ---- | ---- | ---- | ---- | ---- | ---- | ---- | ---- | ---- | ---- |
| Население | 150  | 235  | 532  | 542  | 422  | 511  | 393  | 421  | 265  | 214  | 154  | 111  |

## Личности
Родени в Сехово
- Аргир Манасиев (1872 – 1932), български революционер, войвода на ВМРО.[9]
- Георгиос Стаматиадис (1825 – 1908), гръцки духовник и лидер на гръцкия комитет
- Гоно Альошев Кюркчиев, железопътен работник на линията Солун – Скопие, терорист на Централния комитет на ВМОРО, покръстен от свещеник Стамат Танчев[18]
- Гоно Беликольов, български революционер, деец на ВМОРО[9]
- Гоно Балабанов (? – 1904), български революционер, деец на ВМОРО
- Григор Тотев (1868 – 1934), български революционер
- Григор Чонев, български учител и революционер, деец на ВМОРО[19]
- Григор Шаев Мишкаров (1877 – ?), български учител и революционер, деец на ВМОРО[19]
- Дельо Джузданов, български революционер, деец на ВМОРО[9]
- Дельо и Иван Петрови, български революционери, дейци на ВМОРО[9]
- Димитър Джузданов (1887 – 1929), български революционер, деец на ВМОРО, македоно-одрински опълченец, войвода на ВМРО
- Димитър Капсаров, български духовник
- Дино Аркудов, български революционер, деец на ВМОРО[9]
- Дино Илков, български революционер, деец на ВМОРО[9]
- Иван Итов, български революционер, деец на ВМОРО[9]
- Иван Митрев Чаланов, български революционер, деец на ВМОРО[9]
- Мицо Букурешлиев, български революционер, деец на ВМОРО[9]
- Мицо Капсаров, български революционер, деец на ВМОРО,[9] умрял преди 1918 г.[20]
- Петко Манасиев и синът му Христо Петков Манасиев, български революционери, дейци на ВМОРО[9]
- Нако Манасиев (1843 – 1919), баща на Аргир Манасиев, български революционер, деец на ВМОРО[9]
- Стефчо Манасиев, български революционер, деец на ВМОРО,[9] македоно-одрински опълченец[21]
- поп Стоимен Манасиев, български свещеник и революционер, деец на ВМОРО[9]
- Тано Кюркчиев, български революционер, деец на ВМОРО[9]
- Христо Георгиев Кюркчиев (1903 – ?), български педагог[22]
- Христо Манасиев, български революционер, деец на ВМОРО[9]
- Костадинка Палазова (р. 1939), народна певица

## Други
На Сехово е наречена улица в Гевгелийския квартал в София (Карта).